# Subductiezone

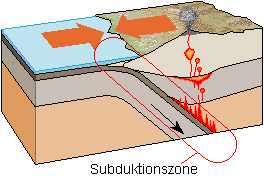
Schematische afbeelding van een subductiezone

Een subductie-zone is een zone waar een oceanische aardplaat onder een continentale of een andere oceanische aardplaat schuift (subductie).

## Ontstaan
Doordat de oceanische aardplaat zwaarder is dan de continentale aardplaat, zal de oceanische plaat onder de continentale plaat duiken, en smelten in de asthenosfeer. Bij dit proces is veel vulkanische activiteit. Meestal ontstaat er een trog op de scheidingslijn waar de twee platen elkaar raken en een vulkanisch gebergte op de overliggende plaat (zoals het Andes). 
Waar een oceanische plaat onder een andere oceanische plaat subduceert kan er een eilandboog ontstaan.